# Shigeki Satō (homme politique)
Pour les articles homonymes, voir Sato.
Shigeki Satō (佐藤 茂樹, Satō Shigeki) (né le 8 juin 1959) est un homme politique japonais, membre du Nouveau Komeito, membre de la Chambre des Représentants à la Diète nationale pour la troisième circonscription de la préfecture d'Osaka. Originaire d'Ōtsu (Préfecture de Shiga) et diplômé de l'Université de Kyoto, il a été élu pour la première fois en 1993.
Il est opposé à la légalisation des casinos au Japon.